# Francisco Cruz Gutiérrez
Francisco Cruz Gutiérrez, més conegut com a Seisdedos (Benalup-Casas Viejas, 1861? - 11 de gener de 1933) fou un carboner i anarcosindicalista andalús.
El seu nom és lligat a la insurrecció de gener de 1933, i específicament als anomenats fets de Casas Viejas: a diferents zones d'Espanya els anarcosindicalistes de la CNT proclamaren el comunisme llibertari i l'acomiadament dels càrrecs locals.
Seisdedos, carboner de 72 anys, participà en els fets insurreccionals, especialment els esdevinguts a la zona de Casas Viejas. A aquest poble fou destituït el govern municipal, es redistribuí el menjar, s'abolí la propietat privada i atacaren la caserna local de la guàrdia civil. Quan la guàrdia d'assalt va irrompre a la vila per a reprimir la revolta, molts camperols i camperoles s'aixoplugaren a la casa de Seisdedos, que era poc més que una barraca de fang i palla. La policia no va dubtar en calar foc a la barraca: en l'incendi van morir cremats 22 camperols, entre ells el mateix Seisdedos i tota la seva família.
La seva mort el va fer un símbol de la lluita dels camperols anarquistes. Seisdedos també és citat en un tros d'una cançó del grup Barricada dedicat als fets de Casas Viejas:
«Echad y hundid la casucha de Seisdedos/ y que acaben abrasados./ Cuatro días de agonía/ y después fusilados.», a Cançons contra la guerra